# Francesco Pignatelli (cardinale)
Francesco Pignatelli (Senise, 6 febbraio 1652 – Napoli, 5 dicembre 1734) è stato un cardinale e arcivescovo cattolico italiano.

## Biografia
Nato a Senise il 6 febbraio 1652 dal patrizio napoletano Giulio Pignatelli, marchese di Cerchiara e principe di Noja, era cugino di papa Innocenzo XII (Antonio Pignatelli). Nel 1665 entrò nell'ordine dei chierici regolari Teatini, professando i voti il 18 febbraio 1669.
Ottenuto un dottorato in teologia, fu lettore di filosofia e teologia in vari collegi del suo ordine a Roma e Madrid. Qui si fece apprezzare da re Carlo II di Spagna, che lo raccomandò per la promozione alla sede metropolitana di Taranto, che gli fu assegnata il 27 settembre 1683.
Successivamente, fu nunzio apostolico in Polonia (20 marzo 1700) quindi trasferito alla sede metropolitana di Napoli (19 febbraio 1703).
Papa Clemente XI lo elevò al rango di cardinale presbitero nel concistoro del 17 dicembre 1703 con il titolo dei Santi Marcellino e Pietro; Pignatelli optò poi per l'ordine dei vescovi e la sede suburbicaria di Sabina (26 aprile 1719), quindi di Frascati (giugno 1724) e di Porto e Santa Rufina (novembre 1725). Partecipò ai conclavi del 1721, 1724 e 1730 e fu vice-decano del Sacro Collegio dei Cardinali.
Morì il 5 dicembre 1734 a Napoli all'età di 82 anni e fu sepolto nella cappella della Santissima Concezione, da lui fatta costruire nella chiesa teatina dei Santi Apostoli.
Suoi parenti furono i cardinali Francesco Maria Pignatelli e Domenico Pignatelli di Belmonte.

## Genealogia episcopale e successione apostolica
La genealogia episcopale è:
- Cardinale Guillaume d'Estouteville, O.S.B.Clun.
- Papa Sisto IV
- Papa Giulio II
- Cardinale Raffaele Sansone Riario
- Papa Leone X
- Papa Paolo III
- Cardinale Francesco Pisani
- Cardinale Alfonso Gesualdo di Conza
- Papa Clemente VIII
- Cardinale Pietro Aldobrandini
- Cardinale Laudivio Zacchia
- Cardinale Antonio Barberini, O.F.M.Cap.
- Cardinale Marcantonio Franciotti
- Cardinale Giambattista Spada
- Cardinale Carlo Pio di Savoia
- Cardinale Francesco Pignatelli, C.R.

La successione apostolica è:
- Vescovo Franz Anton Adolph von Wagensperg (1703)
- Vescovo Marco Antonio de Rosa (1705)
- Vescovo Bartolomeo Gambadoro (1705)
- Vescovo Raffaele Maria Filamondo, O.P. (1705)
- Vescovo Giovanni Matteo Vitelloni (1707)
- Vescovo Nicola Centomani (1707)
- Cardinale Pier Luigi Carafa (1713)
- Arcivescovo Domenico Invitti (1725)

## Ascendenza
|                                            |                               |                                                             | Genitori                                          |  |  | Nonni |  |  | Bisnonni                                      |  |  | Trisnonni                                      |  |
|                                            |                               |                                                             |                                                   |  |  |       |  |  | Giulio I Pignatelli, II marchese di Cerchiara |  |  | Fabrizio I Pignatelli, I marchese di Cerchiara |  |
|                                            |                               |                                                             |                                                   |  |  |       |  |  | Giulio I Pignatelli, II marchese di Cerchiara |  |  | Fabrizio I Pignatelli, I marchese di Cerchiara |  |
|                                            |                               | Vittoria Cicinelli                                          |                                                   |  |  |       |  |  | Giulio I Pignatelli, II marchese di Cerchiara |  |  |                                                |  |
| Fabrizio II Pignatelli, I principe di Noia |                               |                                                             |                                                   |  |  |       |  |  | Giulio I Pignatelli, II marchese di Cerchiara |  |  |                                                |  |
|                                            |                               | Giustiniana Spinelli                                        | Troiano Spinelli, I principe di Scalea            |  |  |       |  |  |                                               |  |  |                                                |  |
|                                            |                               | Giustiniana Spinelli                                        | Troiano Spinelli, I principe di Scalea            |  |  |       |  |  |                                               |  |  |                                                |  |
|                                            |                               | Giustiniana Spinelli                                        | Caterina Orsini                                   |  |  |       |  |  |                                               |  |  |                                                |  |
| Giulio II Pignatelli, II principe di Noia  |                               | Giustiniana Spinelli                                        |                                                   |  |  |       |  |  |                                               |  |  |                                                |  |
|                                            |                               | Giovanni Francesco de Sangro, I principe di Sansevero       | Paolo I de Sangro, I marchese di Torremaggiore    |  |  |       |  |  |                                               |  |  |                                                |  |
|                                            |                               | Giovanni Francesco de Sangro, I principe di Sansevero       | Paolo I de Sangro, I marchese di Torremaggiore    |  |  |       |  |  |                                               |  |  |                                                |  |
|                                            |                               | Giovanni Francesco de Sangro, I principe di Sansevero       | Violante di Sangro                                |  |  |       |  |  |                                               |  |  |                                                |  |
| Violante de Sangro                         |                               | Giovanni Francesco de Sangro, I principe di Sansevero       |                                                   |  |  |       |  |  |                                               |  |  |                                                |  |
|                                            |                               | Andreana Carafa di Rodi                                     | Andrea Carafa, signore di Rodi                    |  |  |       |  |  |                                               |  |  |                                                |  |
|                                            |                               | Andreana Carafa di Rodi                                     | Andrea Carafa, signore di Rodi                    |  |  |       |  |  |                                               |  |  |                                                |  |
|                                            |                               | Andreana Carafa di Rodi                                     | Lucrezia Pignatelli                               |  |  |       |  |  |                                               |  |  |                                                |  |
| Francesco Pignatelli                       |                               | Andreana Carafa di Rodi                                     |                                                   |  |  |       |  |  |                                               |  |  |                                                |  |
|                                            | Pompeo Carafa, I duca di Noia | Alfonso Carafa della Stadera, III duca di Nocera            |                                                   |  |  |       |  |  |                                               |  |  |                                                |  |
|                                            | Pompeo Carafa, I duca di Noia | Alfonso Carafa della Stadera, III duca di Nocera            |                                                   |  |  |       |  |  |                                               |  |  |                                                |  |
|                                            | Pompeo Carafa, I duca di Noia | Giovanna Granai Castriota, II marchesa di Città Sant'Angelo |                                                   |  |  |       |  |  |                                               |  |  |                                                |  |
| Giovanni Carafa, II duca di Noia           | Pompeo Carafa, I duca di Noia |                                                             |                                                   |  |  |       |  |  |                                               |  |  |                                                |  |
|                                            |                               | Isabella Pappacoda, duchessa di Cancelleria                 | Giovanni Lorenzo Pappacoda, I marchese di Capurso |  |  |       |  |  |                                               |  |  |                                                |  |
|                                            |                               | Isabella Pappacoda, duchessa di Cancelleria                 | Giovanni Lorenzo Pappacoda, I marchese di Capurso |  |  |       |  |  |                                               |  |  |                                                |  |
|                                            |                               | Isabella Pappacoda, duchessa di Cancelleria                 | Giovanna Caterina de Lannoy                       |  |  |       |  |  |                                               |  |  |                                                |  |
| Beatrice Carafa                            |                               | Isabella Pappacoda, duchessa di Cancelleria                 |                                                   |  |  |       |  |  |                                               |  |  |                                                |  |
|                                            |                               | Carlo de Lannoy, III duca di Boiano                         | Giorgio de Lannoy, II duca di Boiano              |  |  |       |  |  |                                               |  |  |                                                |  |
|                                            |                               | Carlo de Lannoy, III duca di Boiano                         | Giorgio de Lannoy, II duca di Boiano              |  |  |       |  |  |                                               |  |  |                                                |  |
|                                            |                               | Carlo de Lannoy, III duca di Boiano                         | Giulia Garlonia, contessa di Montovia             |  |  |       |  |  |                                               |  |  |                                                |  |
| Giulia de Lannoy, V duchessa di Boiano     |                               | Carlo de Lannoy, III duca di Boiano                         |                                                   |  |  |       |  |  |                                               |  |  |                                                |  |
|                                            |                               | Beatrice Folliero, III baronessa di Guardia Lombardo        | Scipione Folliero, II barone di Guardia Lombarda  |  |  |       |  |  |                                               |  |  |                                                |  |
|                                            |                               | Beatrice Folliero, III baronessa di Guardia Lombardo        | Scipione Folliero, II barone di Guardia Lombarda  |  |  |       |  |  |                                               |  |  |                                                |  |
|                                            |                               | Beatrice Folliero, III baronessa di Guardia Lombardo        | Vittoria di Spes                                  |  |  |       |  |  |                                               |  |  |                                                |  |
|                                            |                               | Beatrice Folliero, III baronessa di Guardia Lombardo        |                                                   |  |  |       |  |  |                                               |  |  |                                                |  |